# Five Nights at Freddy’s 4
Five Nights at Freddy’s 4 – gra komputerowa z gatunku survival horror wydana 23 lipca 2015 roku na platformie Microsoft Windows, a następnie na iOS, Androidzie, PlayStation 4, Xbox One oraz Nintendo Switchu. Została stworzona przez Scotta Cawthona. W przeciwieństwie do poprzednich części gracz jest małym chłopcem, zamkniętym w swojej sypialni. Postać musi unikać przeciwników, mając do dyspozycji jedynie latarkę. Znajdujące się w mieszkaniu roboty, zwane w grze „animatronikami”, początkowo nieaktywne, chcą zabić postać gracza. Celem gry jest przetrwanie kilku kolejnych nocy i unikanie przeciwników. Według zapowiedzi twórcy miała być to ostatnia gra z serii, jednak później powstała kolejna odsłona.
Średnia ocen na agregatorze Metacritic wynosi 51 na 100. Nic Rowen krytycznie odniósł się do gry. Poradził graczom że nawet jeśli lubili tę serię, to nie muszą grać w Five Nights at Freddy’s 4. Jego zdaniem lepiej obejrzeć film z rozgrywki na stronie YouTube.